# ГКБ-8350
ГКБ-8350 (СЗАП-8350) — советский и российский двухосный грузовой прицеп, предназначенный для перевозки грузов до 8 тонн. Выпускался на Ставропольском Заводе Автоприцепов с 1976 по 2001 год. Основной тягач — КамАЗ-5320 того же типоразмера.
У прицепа ГКБ-8350 бортовой кузов и двускатные колёса, как у автомобиля КамАЗ-5320. Передняя ось прицепа — рулевая. Сцепная петля разработана в соответствии с ГОСТ 2349-75.
Прицеп ГКБ-8352, в отличие от базовой модели ГКБ-8350, предназначен для перевозки грузов до 13,7 тонн (ранее до 10 тонн).